# Jacobella papanuiensis
Jacobella papanuiensis är en kräftdjursart som beskrevs av Swanson 1979. Jacobella papanuiensis ingår i släktet Jacobella och familjen Hemicytheridae. Inga underarter finns listade i Catalogue of Life.